# Искрицкий, Евгений Андреевич
Евге́ний Андре́евич Искрицкий (3 [15] августа 1874 — 27 июля 1949) — русский военачальник, герой Первой мировой войны, генерал-лейтенант Русской императорской армии (1917).

## Биография
Православный. Из дворянского рода Искрицких. Родился в 1874 году в Стародубе Черниговской губернии. Сын статского советника Андрея Федоровича Искрицкого (1841—1898) и Зинаиды Сергеевны урождённой Долгово-Сабуровой (1848—1937). Окончил Первый кадетский корпус.

### Начало службы
1 (13) сентября 1890 года поступил в 1-е военное Павловское училище, выпущен в 1892 году подпоручиком в 11-ю артиллерийскую бригаду (Ровно, Волынская губерния), затем служил в лейб-гвардии 3-й артиллерийской бригаде и гвардии стрелковом артиллерийском дивизионе.

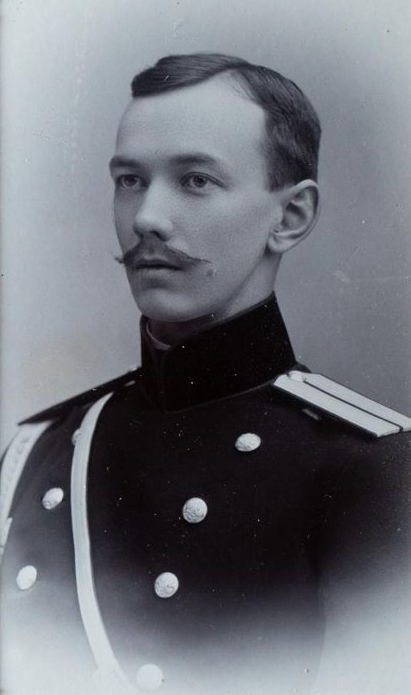
Е. А. Искрицкий, 1890-е

В 1899 году окончил Николаевскую академию Генерального штаба по 1-му разряду, в 1900—1901 годах — преподаватель тактики и военной истории в Алексеевском военном училище.
С 15 (28) октября 1901 года по 27 декабря 1902 (9 января 1903) года отбывал цензовое командование ротой в 12-м гренадерском Астраханском полку. С 21 марта (3 апреля) 1902 года — старший адъютант штаба 3-й гренадерской дивизии, с 14 (27) августа 1902 года — помощник старшего адъютанта штаба Московского военного округа (Московский ВО), с 19 октября (1 ноября) 1902 года — помощник делопроизводителя генерал-квартирмейстерской части Главного Штаба, с 1 (14) мая 1903 года — помощник столоначальника Главного Штаба, с 14 (27) января 1904 года по 28 ноября (11 декабря) 1908 года — штаб-офицер для особых поручений при командующем войсками Московского ВО. Одновременно, с 10 (23) июня по 20 декабря 1908 (2 января 1909) года отбывал цензовое командование батальоном в 50-м пехотном Белостокском полку. С 28 ноября (11 декабря) 1908 года — помощник делопроизводителя Главного управления Генерального Штаба (ГУГШ), с 14 (27) июля 1910 года — начальник отделения ГУГШ.
14 (27) января 1911 года был назначен военным агентом в Румынии. Политическая обстановка на Балканах была очень напряженной, в 1912 году началась Первая Балканская война, в ходе которой Османская империя потеряла практически всю европейскую территорию (Румыния в ней не участвовала).
Новообразованные страны не смогли мирным путём разделить бывшие турецкие земли, в июне 1913 года началась Вторая Балканская война. Болгария напала на бывших союзников — Сербию, Грецию и Черногорию. Османская империя и Румыния выступили на их стороне против Болгарии, которая была быстро разгромлена.
Во время Второй Балканской войны Е. А. Искрицкий состоял при румынской армии, в июле—августе 1913 года участвовал в походе в Болгарию, за что был награждён орденом св. Анны 2-й ст. и двумя румынскими орденами.
После возвращения в Россию, 19 августа (1 сентября) 1913 года был назначен начальником Военно-ученого архива и библиотеки ГУГШ, но вскоре вернулся на строевую должность, с 8 (21) марта 1914 года — командир 148-го пехотного Каспийского полка (Новый Петергоф).

### Первая мировая война
С началом Первой мировой войны 148-й пехотный полк был включен в состав 37-й пехотной дивизии 18-го армейского корпуса 9-й армии Юго-Западного фронта.
Командуя полком, в августе — сентябре 1914 года Е. А. Искрицкий участвовал в Галицийской битве. В конце августа полк, ещё не завершив передислокацию, вступил в бой у Ополе под Люблином, прикрывая сосредоточение частей перебрасываемого на правый фланг фронта 18-го армейского корпуса. 21 августа началось общее наступление русской армии, полк форсировал реку Ходель, выбил австрийцев с позиций и захватил Скакув, затем начал преследование отступающего противника. У Залешан Е. А. Искрицкий получил ранение пулей в нос навылет, но продолжал руководить боем. За бои под Люблиным Е. А. Искрицкий был награждён орденом Святого Владимира 4-й степени с мечами и бантом, а также Георгиевским оружием
За то, что в ряде боев, веденных дивизией 21, 23, 24, 25 и 26 августа и 1 и 2 сентября 1914 г. проявил исключительное мужество и энергию руководя атакой выс. 107,5, 21 августа, овладение переправы на р. Ходель у д. Будзыно, ночной атакой на Годовскую позицию австрийцев и обороной позиции у д. Залешаны.
В ходе Варшавско-Ивангородской операции, в сентябре 1914 года части 9-й немецкой армии начали наступление на Варшаву и Иваногород. Е. А. Искрицкий командовал арьергардом 37-й пехотной дивизии в составе: 148-го Каспийскийского полка, сотни оренбургских казаков и артиллерийской бригады. Атаки немцев окончились неудачей, вскоре противник начал общее отступление, русские армии перешли в наступление. 148-й Каспийский полк наступал в авангарде 37-й дивизии на Сандомир. 10 (23) октября полк, под прикрытием артиллерии, форсировал Вислу и укрепился её на левом берегу, тем временем русские войска захватили Сандомир. Напротив Сандомира австрийцы ещё удерживали плацдарм на правом берегу Вислы, чем создавали угрозу флангу 37-й дивизии. Для ликвидации плацдарма командир дивизии А. М. Зайончковский сформировал Сандомирский отряд под командованием Е. А. Искрицкого, в состав которого вошли 145-й Новочеркасский полк, 148-й Каспийский полк и четыре батареи дивизионной артиллерии, авангард отряда составили 2 батальона Каспийского полка и взвод сапёров. В конце октября отряд ликвидировал вражеский плацдарм. За бои на Висле с 3 (16) сентября по 23 октября (5 ноября) 1914 года Е. А. Искрицкий был награждён орденом св. Владимира 3-й ст. с мечами.
4 (17) ноября 1914 года Е. А. Искрицкий был назначен командующим лейб-гвардии Павловского полка. Полк входил в состав 2-й бригады 2-й Гвардейской пехотной дивизии Гвардейского корпуса 12-й армии Северо-Западного фронта.
В ходе Праснышской операции, в начале февраля 1915 года лейб-Гвардии Павловский полк был переброшен под Ломжу. Первый батальон полка в штыки взял фольверк Кастаново. У посада Едвабно полк соединился с дивизией и вновь вступил в бой. Батальоны полка под сильным огнём противника умело маневрировали, нанося немцам контрудары. Утром 9 февраля немцы начали наступление восточнее Едвабно. В трудных условиях болотистой местности полк отбил все атаки противника и постоянно контратаковал. В результате штыкового боя противник был остановлен, и даже выбит со своих позиций. Против полка действовала пехотная бригада, её артиллерия вела непрерывный обстрел, Павловский полк был вынужден экономить боеприпасы. Неся большие потери, доходившие до нескольких сот человек в день, полк удерживал позиции, чтобы задержать наступление немцев и измотать их в контратаках. 17 февраля русские армии перешли в общее наступление, задача полка была выполнена. За бои под Едвабно Е. А. Искрицкий был награждён орденом св. Станислава 1-й степени с мечами, за боевые отличия был произведен в генерал-майоры с утверждением в должности.
В конце июня 1915 года Северо-Западный фронт вёл оборонительные операции в районе Прасныша. Немцы решили нанести удар, чтобы окружить и уничтожить русские войска в Польше. Командующий Северо-Западным фронтом М. В. Алексеев при угрозе окружения получил право на отвод русских армий. 1-я армия, в составе которой к тому моменту действовал Гвардейский корпус, должна была прикрыть с севера отход других русских армий из Польши. В июле 1915 года Павловский полк вел непрерывные бои, неся большие потери. В ночь с 18 (31) июля на 19 июля (1 августа) начался отвод дивизий Гвардейского корпуса на новые позиции, Павловский полк был в арьергарде, обороняя участок дороги, по которой отводились войска. Несмотря на то, что полк окопался, окопы после обстрела тяжелой артиллерией немцев были разрушены. Немцам удалось захватить высоту у д. Верещина, заняв удобную позицию прямо перед полком. Командир 2-й гвардейской дивизии П. П. Потоцкий приказал Павловскому полку вместе с бригадным резервом отбить высоту. Полк уже понёс очень тяжёлые потери, тем не менее Е. А. Искрицкий повёл полк в атаку, завершившуюся неудачей. После этого в строю Павловского полка осталось около 800 человек, но главная цель была достигнута — остальные части дивизии отошли без потерь. Был награждён орденом Святого Георгия 4-й степени
За то, что командуя авангардом, 22-23 июля 1915 г. у д. Верещина с небольшими силами и в трудных условиях местности, несмотря на ураганный огонь противника, постоянные атаки и огромные потери полка, удержал оборону и дал возможность отойти войскам и многочисленным тыловым учреждениям.
В августе 1915 года Николай II принял на себя звание Верховного главнокомандующего, 22 августа 1915 года назначил Е. А. Искрицкого генералом для поручений при начальнике штаба Ставки Верховного Главнокомандующего (СВГ) М. В. Алексееве, с зачислением в списки лейб-Гвардии Павловского полка и с переводом в Генеральный Штаб.
В штабе СВГ Е. А. Искрицкий участвовал в разработке операций и организации взаимодействия фронтов. Состоя для поручений при начальнике штаба СВГ Е. А. Искрицкий, начиная с осени 1915 года постоянно командировался для осмотра частей пехоты в отношении пополнений офицерским составом и солдатами, конским составом, предметами вооружения, обмундирования и снаряжения, обозом, инженерным имуществом, средствами связи, а также в отношении боевой подготовки, санитарной части и прочего. Так же он лично участвовал в боевых действиях, за отличие в боях в январе 1916 года был награждён орденом св. Анны 1-й степени с мечами.
29 февраля (13 марта) 1916 года назначен начальником штаба 9-го армейского корпуса 4-й армии Западного фронта. На этом посту он участвовал в Барановичской операции.
7 (20) февраля 1917 года назначен командиром вновь сформированной 168-й пехотной дивизии. 5 (18) мая 1917 года отстранен от должности и зачислен по гвардейской пехоте.
3 (16) июля 1917 года назначен командиром 1-го Сибирского армейского корпуса 10-й армии Западного фронта. Предыдущему командиру М. М. Плешкову солдатский комитет выразил недоверие. Командир корпуса сменился за несколько дней до Июньского наступления. К этому времени солдаты были разложены агитаторами, они оставляли позиции, отказывались выполнять приказы, братались с немцами.
Несмотря на это Июньское наступление началось, 7 (20) июля 1917 года начал наступление и 1-й Сибирский корпус. Поначалу наступление развивалось успешно, в результате боёв южнее Сморгони и Крево немцы были выбиты с позиций. За успешное командование корпусом в этой операции и проявленное личное мужество Е. А. Искрицкий по постановлению наградной думы был награждён солдатским Георгиевским крестом 4-й степени с лавровой ветвью. Наступление корпуса остановилось, в основном из-за самовольного ухода солдат с занятых позиций, подошедшие немецкие резервы восстановили исходное положение.
В декабре 1917 года началась демобилизация армии, но 1-й Сибирский корпус сохранился в составе 10-й армии до немецкого наступления 18 февраля 1918 года. Деморализованные остатки армии уже не могли сопротивляться, однако Е. А. Искрицкий сумел вывести практически все части своего корпуса из захваченных немцами районов. Вскоре после этого корпус был расформирован.

### Гражданская война
В 1918 году добровольно вступил в РККА, для того, чтобы продолжать сражаться с немцами. Именно его 1-я красногвардейская бригада Сибирских стрелков атаковала позиции германских войск 23 февраля 1918 года. Сегодня эта дата отмечается нами как День защитника Отечества. 22 июля 1918 года по решению Комитета революционной обороны Петрограда боевой генерал был назначен командиром 2-й Новгородской пехотной дивизии.
К ноябрю 1918 года Е. А. Искрицкий воссоздал и возглавил 7-ю русскую армию на Северном фронте, единоначально командовал Петроградской армией с 1 по 28 ноября 1918 года. 22 ноября 1918 года части РККА попытались захватить Нарву, но были отбиты совместными действиями эстонских и немецких частей. 28 ноября 1918 года, в ходе Сражения за Нарву, город всё-таки был занят отрядом Красной Гвардии. После капитуляции Германии, а также не желая участвовать в Гражданской войне против армии независимой Эстонии и русских белогвардейских частей, оказавшихся в Прибалтике, Е. А. Искрицкий оставил руководство войсками и перешёл на преподавательскую работу.

### Преподавательская работа
24 апреля 1919 года назначен преподавателем 1-х Советских Петроградских артиллерийских командных курсов, с 1924 года — преподаватель курса военной географии в Военно-политической академии им. Толмачева, одновременно преподавал в Институте путей сообщения.

### Аресты и ссылки
Арестован 29 октября 1929 года по делу «Весна». На допросах он показал:

«Октябрьскую революцию я встретил не сочувственно, так как я её не понимал и считал её не отвечающей интересам русского народа. Сильными причинами, побудившими меня к этому, были знаменитый приказ № 1, который я понимал как стремление безответственных элементов развалить армию во время войны, затем сильное впечатление произвело на меня убийство моих родных и близких.
Вместе с тем для меня было очевидно, что процесс большевизации России будет неотвратимым и что мы, представители старого режима, будем страдающей стороной, со всеми вытекающими из этого последствиями…
Когда я поступил работать в Красную Армию, ещё не был ликвидирован германский фронт, и поэтому я считал возможным продолжать борьбу с немцами даже в рядах Красной Армии.

Только после того, когда война приняла гражданский характер и на участке мной сформированной армии моими противниками с белой стороны оказались люди, с которыми я рос, воспитывался и служил при старом режиме, и которых я мог считать своими врагами, я понял, что не могу как командующий быть водителем Красных войск и предпочел уйти со строевой работы на чисто академическую — науку».— 
12 апреля 1931 года приговорён к 10 годам ИТЛ, срок отбывал в Соловецком лагере особого назначения. Освобождён досрочно по возрасту весной 1933 года, с ограничением проживания (-6). Поселился в Орле, работал учителем в школах.
Вторично арестован в 1937 году, приговорён к 10 годам ИТЛ. По отбытии срока наказания, в 1947 году освобождён и выслан в Казахскую ССР.
Умер в 1949 году в Чимкенте.

## Семья
Отец — Искрицкий, Андрей Фёдорович (21.5.1841, Новый Дроков — 2.3.1898, Каунас) — действительный статский советник, Почётный мировой судья Суражского съезда мировых судей.

Мать — Искрицкая (Долгово-Сабурова), Зинаида Сергеевна (1848—1937, Берлин)

Кроме Евгения у них было ещё восемь детей:
- Сестра — Болотова (Искрицкая), Мария Андреевна (3.5.1872—?)
- Сестра — Нольде (Искрицкая), Александра Андреевна (10.5.1880 — 1930)
- Брат — Искрицкий, Михаил Андреевич (18.6.1873, Чернигов — 10.3.1931, Марсель, Франция) — русский общественный деятель и политик, член Государственной думы от Черниговской губернии, товарищ секретаря III Думы.
- Сестра — кн. Шаховская (Искрицкая), Зинаида Андреевна (26.5.1878 — 1947)
- Сестра — Экстен (Искрицкая), Надежда Андреевна (1.5.1876—?)
- Сестра — Листовская (Искрицкая), Ольга Андреевна (15.5.1877 — 1951, Париж)
- Сестра — Искрицкая, Екатерина Андреевна (13.9.1881 — 11.1.1893) — умерла ребёнком
- Брат — Искрицкий, Дмитрий Андреевич (15.5.1884 — 8.3.1902)

Жена — Елена Андреевна (Элла) Искрицкая (фон Кнорринг) (23.9.1877 — 19.10.1918)

Четверо детей:
- Дочь — Искрицкая, Наталья Евгеньевна (12.7.1898, Санкт-Петербург — 4.3.1981, Ленинград)
- Сын — Искрицкий, Андрей Евгеньевич (27.02.1900, Москва — 27.02.1942, Ленинград) — окончил институт, военный инженер, руководил строительством оборонительных сооружений в блокадном Ленинграде, где и погиб.
- Сын — Искрицкий, Дмитрий Евгеньевич (18.4.1903, Санкт-Петербург — 26.8.1973, Ленинград) — доктор технических наук (13.6.1959), профессор (22.2.1961) кафедры Сопротивления материалов Ленинградского кораблестроительного института.
- Сын — Искрицкий, Кирилл Евгеньевич (12.03.1906[4], Москва — 14.07.1931, Ленинград)

## Чины
- подпоручик — (старшинство (ст.) 5.8.1891)
- подпоручик гв. — (ст. 6.12.1894)
- поручик гв. — (ст. 6.12.1898)
- штабс-капитан гв. с переименованием в капитаны ГШ — (ст. 2.6.1899)
- подполковник — (ст. 28.3.1904)
- полковник — (ст. 13.4.1908) — за отличие
- генерал-майор — 22.3.1915 (ст. 21.11.1914) — за отличие
- генерал-лейтенант — 3.7.1917

## Награды
- Орден Святого Станислава 3-й степени (1905);
- Орден Святой Анны 3-й степени (01.07.1910);
- Орден Святой Анны 2-й степени (06.12.1913);
- Георгиевское оружие (ВП 03.01.1915);
- Орден Святого Владимира 4-й степени с мечами и бантом (ВП 14.01.1915);
- Орден Святого Владимира 3-й степени с мечами (ВП 14.01.1915);
- Орден Святого Станислава 1-й степени с мечами (1915);
- Орден Святой Анны 1-й степени с мечами (ВП 23.01.1916);
- Орден Святого Георгия 4-й степени (ВП 26.09.1916);
- Георгиевский крест с лавровой ветвью (1917).

В 1916 году избран почетным гражданином Суража.
Иностранные:
- румынский орден Короны;
- румынский орден Звезды 2-й степени.

## Сочинения и издательская деятельность
- Искрицкий Е. А. Военно — статистическое описание Московского военного округа. Отдел 1. Географический и климатический обзор. — М.: Типография штаба Московского военного округа, 1908.
- Искрицкий Е. А. Военно — статистическое описание Московского военного округа. Отдел 2. Шоссе и грунтовые дороги (маршруты). — М.: Типография штаба Московского военного округа, 1909.
- Искрицкий Е. А. Вооруженные силы Румынии (По данным к 1-му января 1912 г.) — СПб.: Военная Типография (в здании Главного Штаба), 1912.

В 1907 году, вместе с некоторыми другими офицерами Генерального штаба начал издание журнала «Братская помощь».
В 1911—1914 годах журнал выпускался под названием «Военный мир», уже с обычными коммерческими целями. С началом Первой мировой войны выпуск журнала был прекращён.